# Isla Lelu
Lelu es una isla de los Estados Federados de Micronesia, situado en el océano Pacífico, cerca de la costa de la isla de Kosrae, frente a la ciudad de Tofol.
Administrativamente, pertenece al municipio de Lelu en el Estado de Kosrae. La isla está conectada con la de Kosrae a través de un puente. La mitad occidental de Lelu presenta diferencias  con la mitad oriental, que se eleva a 109,7 metros de Finol Poro. La isla tenía 1594 habitantes en 1980 repartidos en el oeste y la costa sur de la isla.